# ウィリアム・テブ

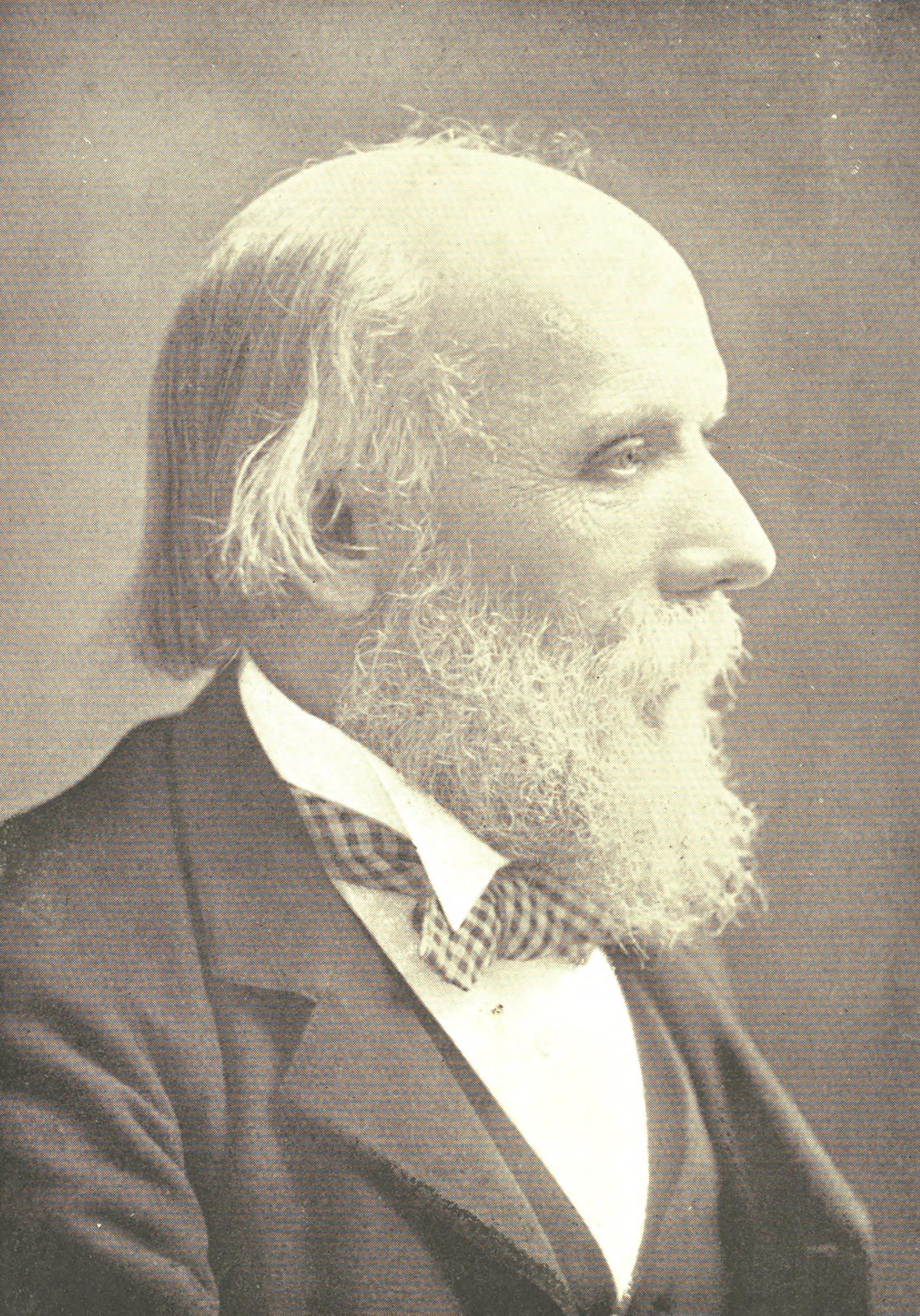
『不十分な死亡確認による生き埋め』の防止についての発行物に掲載されたウィリアム・テブの写真 (1913年)

ウィリアム・テブ（英語: William Tebb、1830年10月22日 - 1917年1月23日）は、イギリスの実業家、社会活動家。反ワクチン運動家。

## 生涯経歴
15歳でマンチェスターの企業に就職し、夜間学校に通いながらジョン・ブライト、リチャード・コブデン、ロバート・オーウェンなどの国内の急進派や、アメリカのキリスト教社会改革者アディン・バロウの思想と出会う。また、サルフォードのスウェーデンボリ派の影響も受け、肉体の純潔や食物の改革、禁酒主義を推進した。1852年にはベジタリアン・ソサエティの代表として渡米し、アディン・バロウが実験的に設立したホープデール共同体を頻繁に訪れ、そこでメアリー・エリザベス・スコットと出会い1856年に結婚した。1850年代にはアメリカの奴隷制廃止運動で活躍したが、1860年代にはマラリアの流行から逃れるために家族とともにイギリスに戻り、ロンドンに居を構えた。その後は製紙用の漂白剤を製造する会社の取締役を務め、またさまざまな社会運動に対し資金を提供した。王立盲人師範学校の共同設立、生体解剖反対運動、王立動物虐待防止協会への寄付（National Canine Defence Leagueの副会長に就任）、児童虐待防止協会やヒューマニタリアン連盟への加入など、さまざまな社会貢献活動を行った。政治的には急進的な自由主義者で、デボンシャー・クラブ、ナショナル・リベラル・クラブ、ニュー・レフォーム・クラブ、個人権利擁護自警団のメンバーであった。また、娘であるフローレンスはラファエル・ウェルドンと結婚した。

## 反ワクチン活動
1869年、テブは、天然痘の予防接種を義務づけた「予防接種法」の廃止を目指す「予防接種反対運動」に深く傾倒するようになる。テブ自身も、三女のワクチン接種を拒否したため、13回も起訴され、罰金を科せられた。1880年には、ロンドン強制予防接種廃止協会（LSACV）を共同設立し、その機関誌『予防接種問答』を創刊した。1896年に同協会が解散し、全国反ワクチン連盟（NAVL）が結成されるまで会長を務めた。その後、天然痘の強制接種に反対する活動家として、またワクチン接種そのものに反対する最も多作な作家・活動家の一人となった。精神主義や神智学に関心を持ちながら、宗教的な理由ではなく、社会的自由の価値を一般的に訴えて運動を展開した。1879年、彼はアメリカを訪れ、天然痘の予防接種に反対するキャンペーンを行った。天然痘は、今世紀初めに患者が減少した後、予防接種が減少し、最近再び流行していた。彼の訪問と前後して、アメリカの反ワクチン団体がいくつか誕生した。NAVLは政府の調査（1886年の王立委員会）を求めるロビー活動に成功し、1898年1907年には良心的拒否を理由とする予防接種の免除を導入する法律が制定されるに至った。その後も予防接種反対運動を続けたが、後年、テブはさらなる運動を展開する。

## その他の活動
1895年、サリー州バーストウのレデ・ホールに移り住み、教区評議会、地元の園芸協会、クリケットクラブで主要なポストを占めた。ホープデイルにアディン・バロウの記念碑を、バーストウにボーア戦争で死傷した40万頭の馬を偲ぶ噴水を建てる費用を負担したが、平和主義・反帝国主義者としてこれに強く反対していた。1896年にはウォルター・ハドウェンとともに「生き埋めを防ぐためのロンドン協会」を設立し、埋葬された人が確実に死亡していることを確認するための埋葬の改革を求めるキャンペーンを行った。1917年にバーストウで死去した際、遺言で「腐敗の明白な証拠」が見えるようにと指定されていたため、死後1週間で火葬に付された。

## 私生活
一男三女がいた。息子は医者で、ウィリアム・スコット・テブ博士は「予防接種の一世紀とそれが教えてくれること」を執筆した。娘のフローレンス・ジョイ・テブは、ケンブリッジのガートン・カレッジで数学を学び、夫で生物学者のラファエル・ウェルドンと親しく仕事をした。もう一人の娘、メアリー・クリスティン・テブは生化学者で、生化学者のオットー・ローゼンハイムと結婚した。

## 出版物
- Sanitation, not Vaccination the True Protection against Small-Pox, 1881 paper, Second International Congress of Anti-Vaccinators
- Testimonies of Medical Authorities on Vaccination, Preface, 1882, London Society for the Abolition of Compulsory Vaccination
- Compulsory Vaccination in England: with incidental references to foreign states, 1884, E.W. Allen, London
- The Increase of Cancer, 1892, The Tocsin. Booklet reprint 1892, Wertheimer, Lea & Co., London
- Leprosy and Vaccination, 1893, Swan Sonnenschein & Co., London
- Premature burial, and how it may be prevented, with special reference to trance catalepsy, and other forms of suspended animation, ed. Walter Hadwen, Swan, London, 1905